# Čalinec
Čalinec je naselje u Republici Hrvatskoj, u sastavu Općine Maruševec, Varaždinska županija. 

## Stanovništvo
Prema popisu stanovništva iz 2001. godine, naselje je imalo 579 stanovnika te 167 obiteljskih kućanstava.
| broj stanovnika | 117   | 177   | 218   | 282   | 314   | 303   | 338   | 408   | 446   | 547   | 589   | 552   | 603   | 615   | 579   | 572   | 513   |
|                 | 1857. | 1869. | 1880. | 1890. | 1900. | 1910. | 1921. | 1931. | 1948. | 1953. | 1961. | 1971. | 1981. | 1991. | 2001. | 2011. | 2021. |

## Poznate osobe
- Andrija Tomašek, hrvatski muzikolog, glazbeni pisac, pedagog, kritičar, povjesničar, enciklopedist, leksikograf, urednik, popularizator glazbe, zborovođa, skladatelj i kroatist